# Историја Совјетског Савеза
Историја Совјетског Савеза одражава период промена и за Русију и за свет. Иако су термини „Совјетска Русија” и „Совјетски Савез” често синоними у свакодневном говору, када говоримо о темељима Совјетског Савеза, „совјетска Русија” се правилно односи на неколико година између Октобарске револуције 1917. и стварања Совјетског Савеза 1922. године.

## 1917—1927.
Првобитна идеологија државе била је првенствено заснована на делима Карла Маркса и Фридриха Енгелса. У својој суштини, Марксова теорија је тврдила да су економски и политички системи прошли кроз неизбежну еволуцију у форми којом би садашњи капиталистички систем био замењен социјалистичком државом пре постизања међународне сарадње и мира у „Радничком рају”, стварању система који је Маркс звао „Чисти комунизам”.
Незадовољна релативно малим променама које је цар учинио након руске револуције 1905. године, Русија је постала жариште анархизма, социјализма и других радикалних политичких система. Доминантна социјалистичка партија, Руска социјалдемократска радничка партија (РСДЛП), прихватила је марксистичку идеологију. Почевши од 1903. године, дошло је до поделе у партији између два главна лидера. Тако су настали бољшевици (што значи већина) на челу са Владимиром Лењином, и мењшевици (што значи мањина) на челу са Јулијем Мартовом. Све до 1912. године, обе групе су наставиле да раде под називом РСДЛП (Руска социјалдемократска радничка партија), али су значајне разлике између Лењина и Мартова почеле да раздвајају партију. Не само да су се ове групе међусобно бориле, већ су имале и заједничке непријатеље, посебно оне који су покушавали да врате цара на власт. Након фебруарске револуције, мењшевици су преузели контролу над Русијом и успоставили привремену владу, али то је трајало само неколико месеци док бољшевици нису преузели власт у октобарској револуцији, познатој и као Велика октобарска социјалистичка револуција.
Под контролом Партије, све политике и сви ставови који нису били стриктно ставови РКП (Руска комунистичка партија), били су потиснути, под претпоставком да РКП представља пролетаријат и да су све активности супротне уверењима странке „контрареволуционарне” или „антисоцијалистичке”. У периоду од 1917. до 1923. године, Совјетски Савез је постигао мир са централним силама, њиховим непријатељима у Првом светском рату, али и борио се против руског грађанског рата против Беле армије и страних војски из Сједињених Држава, Уједињеног Краљевства и Француске. То је резултирало великим територијалним променама. Победивши све противнике, Комунистичка партија Руске Федерације је брзо проширила совјетску владавину и успоставио се кроз читаву Русију. Након Лењинове смрти 1924. године, Јосиф Стаљин, генерални секретар РКП (Руске комунистичке партије), постао је Лењинов наследник и наставио је да ради као вођа Совјетског Савеза 1950-их.

## 1927–1953.
Историја Совјетског Савеза између 1927. и 1953. покрива период Другог светског рата и победу над нацистичком Немачком, док је СССР остао под чврстом контролом Стаљина. Стаљин је настојао да уништи своје политичке ривале, трансформишући економију и пољопривреду у брз развој тешке индустрије. Стаљинова моћ унутар партије и државе успостављена је и коначно еволуирала у Стаљинов култ личности, совјетске тајне полиције и масовне мобилизације. Комунистичка партија је била Стаљиново главно оруђе у обликовању совјетског друштва. Стаљинове бруталне методе у постизању својих циљева, које су укључивале партијске чистке, политичку репресију опште популације и присилну колективизацију, довеле су до милиона смртних случајева: у радним логорима Гулаг, укључујући гладовање и присилно пресељење становништва.
Други светски рат, познат као „Велики домовински рат” у Совјетском Савезу, разорио је већи део Совјетског Савеза, где је један од три становника Совјетског Савеза умро током или од последица рата. Након Другог светског рата, војске Совјетског Савеза окупирале су Централну и Источну Европу, где су власти социјалиста преузеле власт. До 1949. почео је Хладни рат између Западног блока и Источног (совјетског) блока, а Варшавски пакт против НАТО-а у Европи. После 1945, Стаљин није директно учествовао у ратовима. Стаљин је наставио своју тоталитарну владавину све до своје смрти 1953. године.

## 1953–1964.
У Совјетском Савезу, једанаестогодишњи период од смрти Јосифа Стаљина до политичког свргавања Хрушчова 1964. у националној политици доминирао је хладни рат; идеолошка борба САД и СССР за планетарну доминацију својих друштвено-економских система и одбрану хегемонистичких сфера утицаја.
Ипак, од средине 1950-их, упркос томе што се Комунистичка партија Совјетског Савеза одрекла стаљинизма, политичка култура стаљинизма - свемогући генерални секретар, антитроцкизам, петогодишња планска економија (пост-нова економска политика) и одбацивање тајног протокола из Молотов-Рибентропског пакта - остао је карактер совјетског друштва све до приступања Михаила Горбачова као лидера Комунистичке партије Совјетског Савеза 1985. године.

## 1964–1982.
Историја Совјетског Савеза од 1964. до 1982. године, позната као Брежњева ера, покрива период владавине Леонида Брежњева у Савезу Совјетских Социјалистичких Република (СССР). Овај период је почео са високим економским растом и растућим просперитетом, али је завршио са много слабијим Совјетским Савезом који се суочавао са социјалном, политичком и економском стагнацијом. Просечни годишњи приход стагнирао је јер потребне економске реформе никада нису у потпуности проведене.
Никита Хрушчов је свргнут као први секретар Централног комитета Комунистичке партије Совјетског Савеза као и председавајући Већа министара, 14. октобра 1964. због неуспелих реформи и непоштовања страначких и владиних институција. Брежњев је заменио Хрушчова за првог секретара а Алексеј Косигин заменио га је председавајућим Савета министара. Анастас Микојан, а касније и Николај Подгорни, постао је председавајући Председништва Врховног Совјета. Заједно са Андрејем Кириленком као секретаром организације и Михаилом Сусловом као главним идеологом, они су направили ново ојачано колективно вођство, које је у форми било супротно аутократији која је карактерисала Хрушчовљеву владавину.
Колективно руководство је прво кренуло да стабилизује Совјетски Савез и смири совјетско друштво и то је био задатак који су могли да остваре. Поред тога, покушали су да убрзају економски раст, који је знатно стагнирао током Хрушчовљевих последњих година на власти. Косигин је 1965. године иницирао неколико реформи за децентрализацију совјетске економије. Након почетног успеха у стварању економског раста, тврдолинијаши унутар Партије зауставили су реформе, бојећи се да ће ослабити престиж и моћ Партије. Ниједна друга радикална економска реформа није спроведена током периода Брежњева, а економски раст почео је стагнирати почетком и средином 1970-их. По смрти Брежњева 1982. године, совјетски економски раст је, према мишљењу неколико историчара, скоро стао.
Стабилизациона политика настала н. е.шчовљевог уклањања успоставила је владајућу Владу једног савета а политичка корупција постала је нормална појава. Брежњев, међутим, никада није иницирао велике кампање против корупције. Због велике војне изградње шездесетих година, Совјетски Савез је био у стању да се консолидује као суперсила током Брежњевљеве владавине. Ера се завршила са Брежњевљевом смрћу 10. новембра 1982. године.
Док су све модернизоване економије убрзано прелазиле на компјутеризацију након 1965. године, СССР је и даље стагнирао. Одлука Москве да копира ИБМ / 360 из 1965. године показала се као грешка јер је закључила да су научници ушли у систем који нису могли да побољшају тако да је постепено постало застарело. Имали су огромне потешкоће у производњи потребних чипова поуздано, у количини, у програмирању функционалних и ефикасних програма, у координацији потпуно одвојених операција, и у пружању подршке корисницима рачунара.
Једна од највећих предности совјетске економије биле су огромне залихе нафте и гаса; светска цена нафте се учетворостручила током нафтне кризе 1973-74, и поново порасла 1979-1981, чинећи енергетски сектор главним покретачем совјетске економије и коришћена је да покрије вишеструке слабости. У једном тренутку, совјетски премијер Алексеј Косигин је рекао шефу производње нафте и гаса: „Ствари су лоше са хлебом. Дај ми 3 милиона тона нафте”. Бивши премијер Јегор Гајдар, економиста је 2007. написао:
Добра валута од извоза нафте зауставила је растућу кризу снабдевања храном, повећала увоз опреме и робе широке потрошње, обезбедила финансијску основу за трку у наоружању и постизање нуклеарног ривалитета са Сједињеним Државама и дозволила реализацију ризичних страних средстава за политичке акције као рат у Авганистану.

## 1982–1991.
Историја Совјетског Савеза од 1982. до 1991. године обухвата период од смрти и сахране Леонида Брежњева до распада Совјетског Савеза. Због година совјетске изградње војске на рачун домаћег развоја, економски раст је стагнирао. Неуспели покушаји реформе, економија мировања и успех Сједињених Држава против снага Совјетског Савеза у рату у Авганистану водили су опште осећање незадовољства, посебно у балтичким републикама и источној Европи.
Веће политичке и социјалне слободе, које је покренуо последњи совјетски лидер Михаил Горбачов, створиле су атмосферу отворене критике совјетске владе. Драматични пад цене нафте 1985. и 1986. године дубоко је утицао на акције совјетског руководства.
Николаја Тихонова, председника Савета министара, наследио је Николај Ришков а Василија Кузњецова, вршиоца дужности председника Врховног савета, наследио је Андреј Громико, бивши министар спољних послова.
Неколико совјетских социјалистичких република почело је да се опире централној контроли а све већа демократизација довела је до слабљења централне владе. Трговински јаз Совјетског Савеза прогресивно је испразнио касе синдиката, што је довело до банкрота. Совјетски Савез је коначно пропао 1991. године, када је Борис Јељцин заузео власт након неуспелог удара који је покушао да сруши Горбачова.